# Slutet gott, allting gott
Slutet gott, allting gott (originaltitel: All's Well That Ends Well) är en komedi av William Shakespeare. Slutet gott, allting gott räknas ibland tillsammans med Lika för lika och Troilus och Cressida till problemkomedierna eller problempjäserna (problem plays eller dark comedies) som är tragikomiska och svåra att genrebestämma till sin natur. Vissa vill även räkna med Timon av Aten.
Det är osäkert när pjäsen skrevs men språkliga jämförelser brukar förlägga tillkomsten till mellan 1604 och 1605. Förlagan är en berättelse i Giovanni Boccaccios Decamerone. Helena är av låg börd och blir förälskad i greve Bertram som avvisar henne. Hon erbjuder kungen en bot på hans dödliga sjukdom och får som belöning gifta sig med vem hon vill. Helena lyckas lura Bertram att byta ringar med henne och till slut tvingas han ge med sig. Kvinnorna i pjäsen är starka och försigkomna medan männen framställs som omedvetna och känslostyrda. Genom tiderna har pjäsen kritiserats hårt men en omvärdering ägde rum under 1900-talet. Slutet gott, allting gott hör till Shakespeares minst spelade pjäser.

## Tillkomsthistoria

### Datering
Det finns ingen vägledning som hjälper till att datera Slutet gott, allting gott. Filologer har identifierat att vokabulären har likheter med den i Lika för lika, Troilus och Cressida och Othello. Utifrån det har det utvecklats en tradition som placerar pjäsens tillkomst till strax efter dessa verk, mellan 1604 och 1605.

### Pjäsens källor
Shakespeares enda källa var berättelsen om Giglietta, tredje dagens nionde berättelse i Giovanni Boccaccios Decamerone. Shakespeare har antingen känt till berättelsen i original eller hittat den i William Painters översättning The Palace of Pleasure från 1566. Till skillnad från Shakespeares Helena är Giglietta rik och hon hotas av döden av kungen om hennes kur inte hjälper. Den farsartade figuren Parolle är även han Shakespeares egen uppfinning.

### Tryckningar och text
Pjäsen trycktes först i samlingsverket av Shakespeares pjäser, First Folio 1623, som sammanställdes av Shakespeares skådespelarkollegor John Heminges och Henry Condell och publicerades av Edward Blount och Isaac Jaggard. Texten tros vara nedskriven av den professionelle skrivaren Ralph Crane med en sufflörs exemplar som förlaga. Versionen tros grundad på Shakespeares eget handskrivna original och innehåller därför en hel del korrekturfel. Förekomsten av versalerna G och E i replikprefixen tros syfta på Robert Gough och William Ecclestone som var skådespelare i King's Men.

## Handling
Helena är föräldralös dotter till en läkare. Hon är fosterbarn hos grevinnan av Rousillon. Hon blir förälskad i grevinnans son, greve Bertram, som inte alls är intresserad av Helena som han tycker är av alltför låg börd. Hans mål är istället att få gå i tjänst hos kungen. Helena söker upp kungen och säger att hon efter sin far har ett bot mot hans dödliga sjukdom. Om det lyckas vill hon som belöning kunna välja vilken brudgum hon vill bland männen i kungens tjänst. Kuren är framgångsrik och Helena väljer Bertram till sin gemål. Bertram vidhåller att hennes rang är för låg och han är fortfarande ovillig att gifta sig med henne.
För att komma undan giftermålet beger sig Bertram ut i krig i Toscana. Som följeslagare har han den både fege och skrytsamma skojaren Parolle.  Bertram skriver till Helena att han blir hennes make om hon lyckas få hans ring på sitt finger och föda honom ett barn. Helena följer efter Bertram till Florens. Där försöker Bertram förföra den unga Diana. Helena smider en plan med Dianas mor: att Diana skall sätta Helenas ring på Bertrams finger. Diana skall uppmana Bertram att möta henne i hennes sovrum där den förklädda Helena istället väntar. Diana skall även locka Bertram att ge henne sin ring. Allt detta lyckas. När Bertram får bud om att Helena dött i ett kloster vågar han återvända till Frankrike. I Rousillon möter han Helena tillsammans med kungen och hans mor och allt avslöjas. Bertram har inget annat val än att kapitulera, emedan Helena har hans ring på sitt finger. Han lovar att älska henne. Kungen håller en epilog där han meddelar att om slutet är gott så är allting gott.

## Analys

### Teman och motiv
Pjäsens figurer är fulla av tankar. Alla, även bifigurer, får tvivla och reflektera och yttra sig i existentiella frågor. Helena är intresserad av stjärnornas inverkan och får diskutera problemet med viljans frihet. Motsättningen mellan bördsadeln och verkliga meriter framställs till meritens fördel. Denna motsättning är förstärkt av Helenas dåliga utgångsläge. Kvinnorna i pjäsen är starka. Grevinnan väljer Helena till sin protegé och hon är beredd att förneka sin son när han handlar illa. Diana är slug och ingriper självmedvetet mot den liderlige och bedräglige Bertram samtidigt som hennes mor understödjer Helenas och Dianas intrigerande. Helena är inte bara stark genom att hon får sin vilja igenom utan också för att hon framställs som en reflekterande människa som kan sätta sitt handlande i ett självkritiskt perspektiv. Till skillnad från kvinnorna är männen omedvetna, okritiska och känslomässiga. Yrket på modet är krigaren och Bertram ger sig därför ut i krig, likgiltigt var och mot vem. Avslöjandet av den manliga krigsäran motsvaras av bristen på självkännedom. Bertram saknar talets gåva utom när han ägnar sig åt att förföra flickor. Han blir snöpligen lurad flera gånger och i den avslutande förhörsscenen slingrar han sig på en gång vanmäktigt och osmakligt.
Förutom motsättningen mellan manligt och kvinnligt är motsättningen mellan ålderdom och ungdom framträdande. Här är det självklart för den äldre generationen att utnyttja privilegiet att begränsa den yngre generationens friheter. Men de äldres samlade visdom är maktlös, ungdomarna kan inte göra bruk av den.
Sängtricket förekommer i två av Shakespeares komedier som båda hör till de så kallade problempjäserna, närmare bestämt Lika för lika och Slutet gott, allting gott. I Lika för lika använder Isabella tricket för att kunna behålla sin oskuld, i Slutet gott, allting gott använder Helena tvärtom tricket för att bli av med sin. Men hennes seger framstår i längden som högst dubbelbottnad. Pjäsen skildrar hur de mänskliga relationerna bryter samman och den vänder ut och in på föreställningen om det konventionellt lyckliga slutet i form av ett äktenskap. Bertrams vägran att fullborda äktenskapet gör Slutet gott, allting gott till en psykologisk studie i pinsamheter. Han är odräglig pjäsen igenom utan någon förlösning. Huruvida Bertram ångrar sitt handlande på slutet är en öppen fråga. Bertrams flykt från plikterna speglas av hans fege följeslagare Parolle. Upplösningen möjliggörs genom att Bertram tror att Helena är död, men efter sängtricket är hon i själva verket havande med hans avkomma. Hans plötsliga omvändelse och ånger saknar trovärdighet och kungens slutord motsäger i själva verket pjäsens titel. Helena lyckas bota kungens sjukdom men hennes seger över Bertrams vägran att gifta sig med henne skapar dubbla känslor. Hur man än väljer att se det är upplösningen ett övergrepp på Bertrams uttalade vilja.
Parolles svada blottlägger hans nihilism och trolöshet och den innebär hans sociala fall. Parolles feghet och ljugande avslöjas grundligt i akt IV. Shakespeare har parallelliserat Parolles fall med Helenas uppstigande. I akt V återkommer Parolle till Frankrike som stinkande och förödmjukad tiggare. Han räddas genom att få plats hos herr Lafeu. Parolles bana blir det främsta exemplet på hur människan tvingas till självinsikt och till att erkänna sitt beroende av andra.

### Stildrag
De partier som ligger närmast Boccaccios original är alla rimmade: Helenas sista monolog i I.1; hennes dialog med kungen i II.1; hennes val av make i II.3; brevsonetten i III.4 där hon avslöjar sin avsikt att ge sig av som pilgrim liksom Dianas gåtor och Bertrams kapitulation i V.3. I Boccaccios berättselse finns folksagostoff som främlingen som kommer för att frälsa en högt uppsatt person liksom genomförandet av ett omöjligt uppdrag. Sagoelementen skymtar fram i Shakespeares pjäs trots att han placerat handlingen i en realistisk kontext. Shakespeare har komplicerat historien genom att göra hjältinnan överlägsen hjälten och genom att göra hjälten lögnaktig. Den realistiska inramningen till trots utmärker sig pjäsen framförallt för sin ironi, vilket skapar distans till den förslagna och tillitslösa hjältinnan liksom till den ohyfsade hjälten. Shakespeare fullbordar pjäsens ironier och parallellhandlingar genom att iscensätta sängtricket gentemot Bertram med hjälp av hans följeslagares Parolles godtrogenhet. Bertram tror att han ägnar sig åt otrohet när han i själva verket dömer sig själv till sitt sedermera arrangerade äktenskap.
Pjäsen är grundad på en saga, men eftersom kungen inte kan förmå Bertram att älska Helena så kullkastar den sagans regler. Pjäsen kastar på samma vis omkull den romantiska komedins konventioner. Det finns i pjäsen en allmän känsla av besvikelse, förlust och grämelse som uppenbaras allteftersom intrigen vecklas ut. Hjältinnan är obeveklig i sin jakt på en kärlek som hon vet är obesvarad. Pjäsen är undersökande till sin natur, den har ingen tydlig premiss.
Narren Lavache är en  bitter och olycklig cyniker. Bertrams följeslagare skojaren Parolle ingriper inte i huvudintrigen, men anses ändå vara styckets mest tacksamma roll. Likt Falstaff och Pistol i Henrik IV är han en parasit och smitare, skrytsam och lögnaktig, feg i strid och benägen till förtal. Parolle har liknats vid Lasten i medeltidens moraliteter och med den skrytsamme Il Capitano i commedia dell'arte. Bertram dras mellan den enkla och änglalika Helena och den prunkande och världslige Parolle. Shakespeare har parallelliserat Parolles fall med Helenas uppstigande.

### Kritik
I de få fall pjäsen alls uppmärksammades innan mitten av 1900-talet behandlades den med motvilja. Pjäsens brott mot den romantiska komedins konventioner har fått kritikerna att känna sig obekväma. Närheten till en enda förlaga har skapat misstankar om att pjäsen är ett hastverk vars brister, såsom sängtrickets osannolikhet och förmenta osmaklighet, kan lastas på Boccaccio. Så sent som 1931 antog W.W. Lawrence i Shakespeare's Problem Comedies att Shakespeare i all hast behövt en pjäs till truppen och greppat efter ett gångbart ämne. Charlotte Lennox var 1753 en av de första som jämförde pjäsen med dess förlaga, i huvudsak till pjäsens nackdel. Hennes ogillande gällde speciellt Bertram och i det fick hon medhåll av Samuel Johnson 1765: "en man som är ädel men saknar generositet, som är ung men saknar sanning; han äktar Helena som en ynkrygg och lämnar henne som sedeslös: när hans fientlighet dödat henne kommer han hemsvassande för ett andra äktenskap, när han ställs till svars av en kvinna som han behandlat illa försvarar han sig med lögner och blir sidsteppad till lycka." 1835 uttryckte å andra sidan Samuel Taylor Coleridge sina sympatier för Bertram i dennes trängda situation och tog honom i försvar för att istället klandra Helena - "det måste erkännas att hennes karaktär inte är särskilt tilltalande och det tar Shakespeares hela skicklighet i anspråk att få oss att intressera oss för henne", men vid ett senare tillfälle hade han bytt fot och beskrev henne som Shakespeares mest älskvärda karaktär. Under resten av 1800-talet fortsatte diskussionen om huruvida Helena - dygdig självhjälpare eller väldtäktsbenägen uppkomling - eller Bertram - hjälplöst offer eller knöl - är den mest klandervärde. Till exempel tog George Bernard Shaw Helenas parti och tyckte att pjäsen förebådade Henrik Ibsens dramatik medan den amerikanske journalisten Frank Harris istället tog Bertrams parti. Det är först från och med 1930-talet som pjäsens moraliska tvetydighet omvärderats som en träffsäker dramatisering av en etiskt komplex värld. Att pjäsen uppehåller sig vid försoning och förlåtelse har gjort att den sammankopplats med Shakespeares sena sagospel, främst Stormen och En vintersaga. Bland entusiasterna kan nämnas George Wilson Knight och E.M.W. Tillyard. Dock är det betecknande att den första monografin om pjäsen utkom först 1968, The Unfortunate Comedy av J.G. Price.

## Översättningar till svenska
Pjäsen finns i fyra tryckta översättningar och ytterligare två gjorda direkt för uppsättningar på teatern. Den första översättningen till svenska kallades När slutet är godt, är allting godt utförd av Carl August Hagberg och tryckt i Shakspere's dramatiska arbeten. Bd 10 1850. 1923 kom Per Hallströms översättning Slutet gott allting gott i Shakespeares dramatiska arbeten. Lustspel, Bd 2. Åke Ohlmarks översättning 1962 kallades Slutet gott allt gott och trycktes i samlingsvolymen Komedier. 1983 trycktes Allan Bergstrands översättning Slutet gott, allting gott. 2001 gjorde Margot Lande och Pontus Plænge översättningen Slutet gott! allting gott? för den senares uppsättning med Shakespeare på Gräsgården i Vadstena. 2006 gjorde Nina Pontén och Thomas Segerström översättningen Slutet gott allting gott för den senares uppsättning på Romateatern på Gotland.

## Uppsättningar
Slutet gott, allting gott tillhör Shakespeares minst spelade pjäser. Den äldsta dokumenterade föreställningen ägde rum 1741. De närmaste 60 åren spelades pjäsen 51 gånger i London och under hela 1800-talet spelades den bara 17 gånger. 1794 spelade John Philip Kemble Bertram i en egen adaption som bara framfördes en enda gång. 1852 framträdde Samuel Phelps i en annan kortlivad uppsättning där sängkammartricket uteslutits. 1916 satte Frank Benson upp pjäsen i Stratford-upon-Avon med sig själv i paradrollen Parolle.
När William Poel satte upp Slutet gott, allting gott 1920 framställdes Helena som en suffragett. 1927 satte Barry Jackson upp pjäsen på Birmingham Repertory Theatre i modern dräkt och med Laurence Olivier som Parolle. När Slutet gott, allting gott spelades i London 1940 var det första gången på 129 år. En vändpunkt i pjäsens popularitet kom i och med Tyrone Guthries uppsättning i Stratford, Ontario 1953. Samma år spelades en framgångsrik version på Old Vic i London i regi av Michael Bentall. Båda dessa uppsättningar kortade pjäsen avsevärt och gjorde den mer farsartad.
1959 satte John Houseman upp en texttrogen version på American Shakespeare Theatre i Stratford, Connecticut. Ian Richardson spelade Bertram i John Bartons framgångsrika uppsättning för Royal Shakespeare Company 1967. 1981 regisserade Trevor Nunn pjäsen med Royal Shakespeare Company i Stratford-upon-Avon med Peggy Ashcroft som grevinnan. Nunn fick pjäsen att likna en tragikomedi av Anton Tjechov. 1993 regisserades pjäsen av Peter Hall. 2004 spelades grevinnan av Judi Dench.

### Uppsättningar i Sverige
1854 spelade den privata Mindre Teatern i Stockholm Slutet gott, allting gott med titeln Konungens läkare under ledning av Edvard Stjernström.

#### Uppsättningar i Sverige sedan år 1900
- 1963 Borgen, Stockholm, regi Lennart Kollberg, med Folke Hjort & Barbro Oborg[23]
- 1970 Scenskolan, Göteborg, regi Christopher Fettes
- 1971 Stockholms stadsteater, regi Jonas Cornell
- 1981 Teater Proteus, Lund
- 1989 Skaraborgs länsteater, översättning Allan Bergstrand, regi Ulf Gran
- 2001 Slutet gott! allting gott?, Shakespeare på Gräsgården, Vadstena, översättning Margot Lande & Pontus Plænge, regi Pontus Plænge
- 2004 Slutet gott - allting gott, Spegeltetern
- 2006 Slutet gott allting gott, Romateatern, Gotland, översättning Nina Pontén & Thomas Segerström, regi Thomas Segerström
- 2025 Slutet gott! allting gott?, Shakespearefabriken, Vadstena, översättning Margot Lande & Pontus Plænge, regi Pontus Plænge Shakespearefabriken

## Filmatiseringar (urval)
Slutet gott, allting gott har filmats förhållandevis många gånger.
- 1981 regi Elija Moshinsky (TV, Storbritannien)